# جاي سيفيرين
جاي سيفيرين (بالإنجليزية: Jay Severin)‏ هو مقدم برامج إذاعية أمريكي، ولد في 8 يناير 1951 في وادي هدسون في الولايات المتحدة.